# Énencourt-Léage
Énencourt-Léage ist eine französische Gemeinde mit 116 Einwohnern (Stand 1. Januar 2022) im Département Oise in der Region Hauts-de-France. Sie gehört zum Arrondissement Beauvais, zur Communauté de communes du Vexin Thelle und zum Kanton Chaumont-en-Vexin.

## Geographie
Die Gemeinde Énencourt-Léage liegt im Osten des Vexin français, rund sechs Kilometer nordöstlich von Gisors an der Aunette. Die frühere Bahnstrecke nach Trie-Château ist stillgelegt und abgebaut.

## Toponymie
Der Ortsname wird von dem germanischen Personennamen Herinand abgeleitet, der Zusatz Léage bedeutet „feucht“ (im Gegensatz zu Énencourt-le-Sec, dem "trockenen" Énencourt).

## Geschichte
Vorgeschichtliche Funde bezeugen eine alte Besiedlung. Von 1825 bis 1832 war Villers-sur-Trie ein Teil der Gemeinde.

## Einwohner
| Jahr                       | 1962 | 1968 | 1975 | 1982 | 1990 | 1999 | 2006 | 2014 | 2021 |
| -------------------------- | ---- | ---- | ---- | ---- | ---- | ---- | ---- | ---- | ---- |
| Einwohner                  | 91   | 60   | 42   | 77   | 120  | 115  | 115  | 139  | 119  |
| Quellen: Cassini und INSEE |      |      |      |      |      |      |      |      |      |

## Sehenswürdigkeiten
- Die Kirche Saint-Martin, hauptsächlich aus dem 17. Jahrhundert, mit Teilen aus dem 11. Jahrhundert und Chor, der sich über die Dorfstraße erstreckt, 2004 als Monument historique eingetragen.[1][2]
- Gehöft aus dem 18. Jahrhundert, seit 2004 als Monument historique eingetragen.[3]

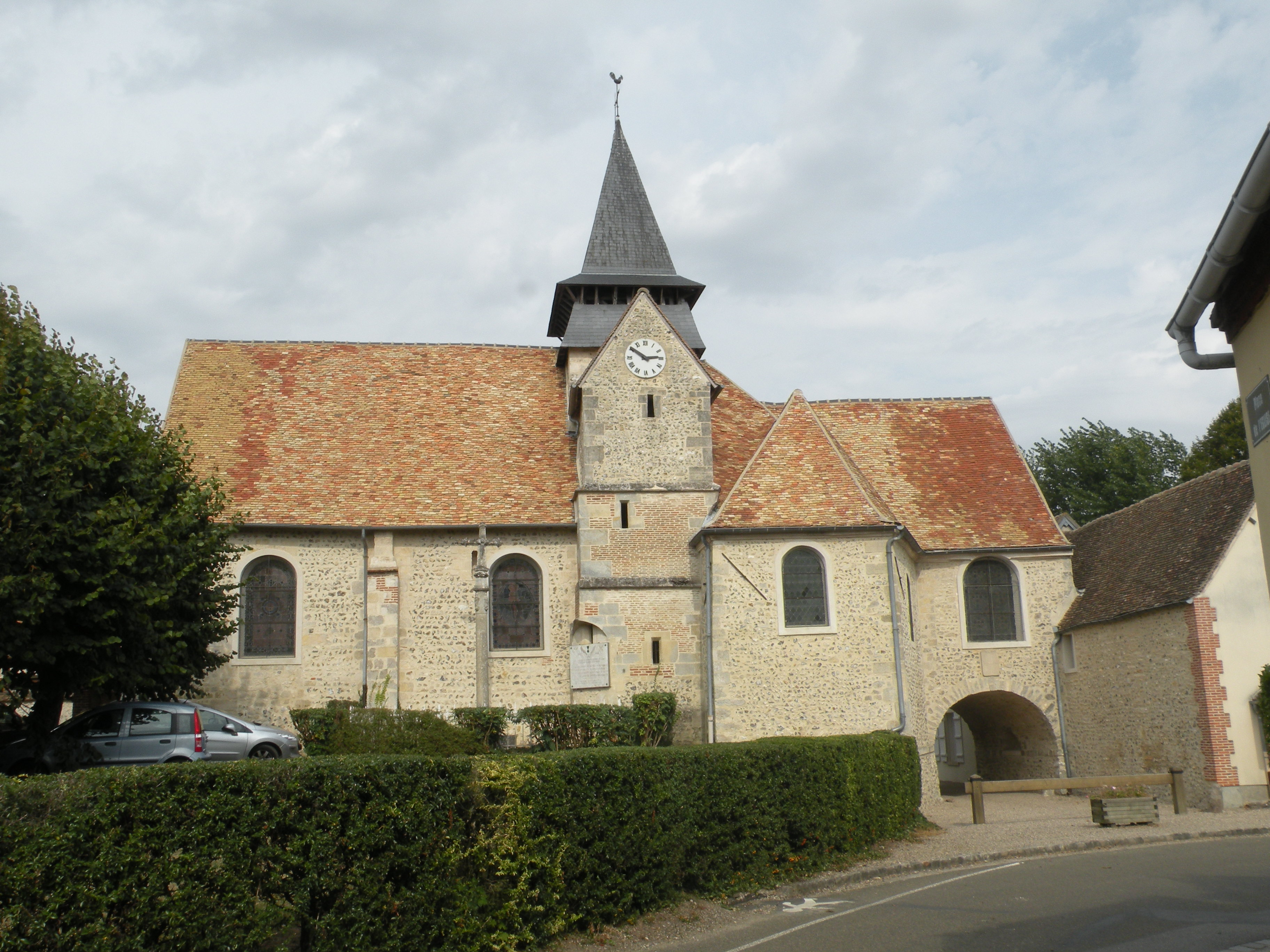
Kirche Saint-Martin
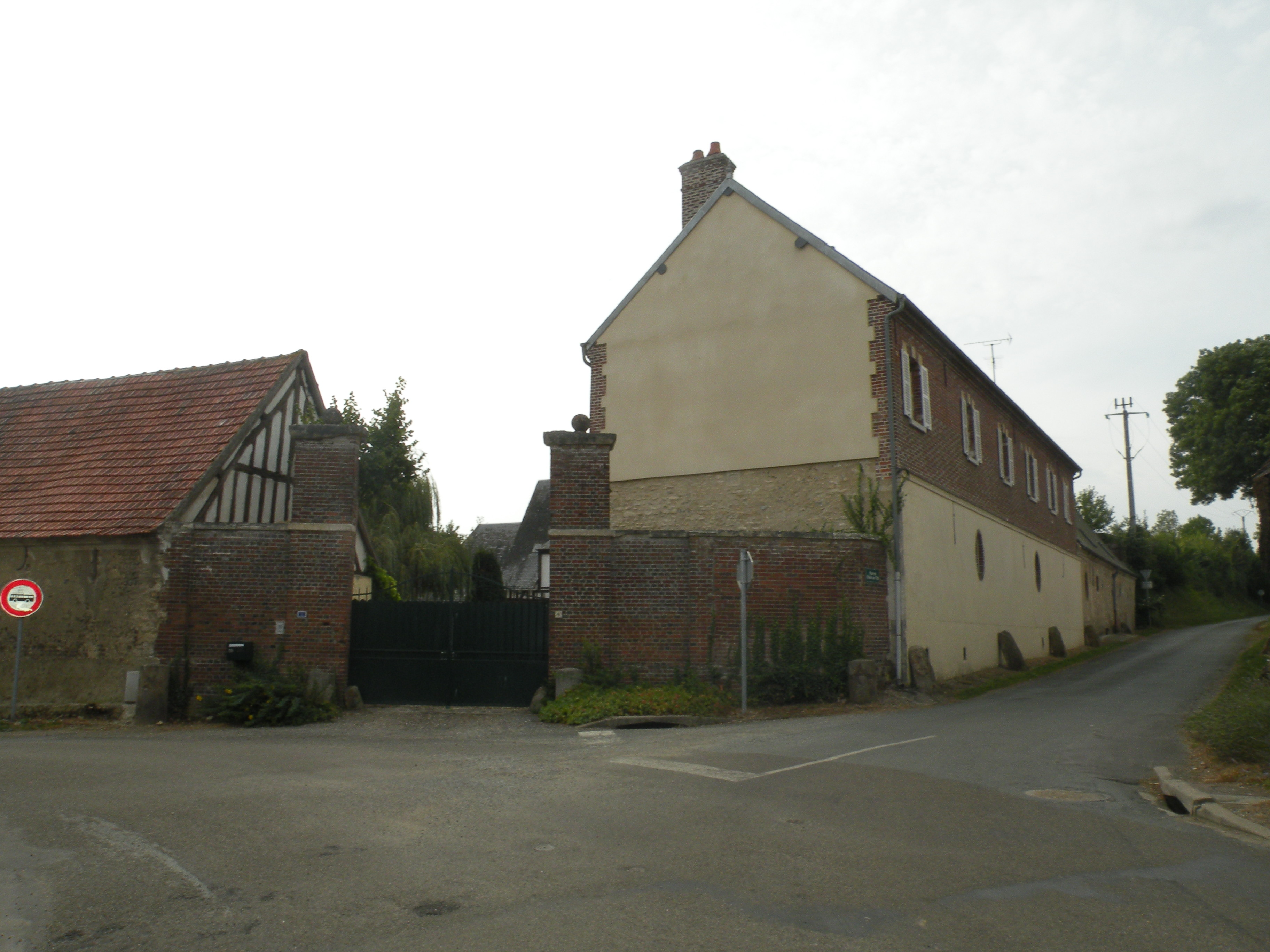
Hof aus dem 18. Jahrhundert
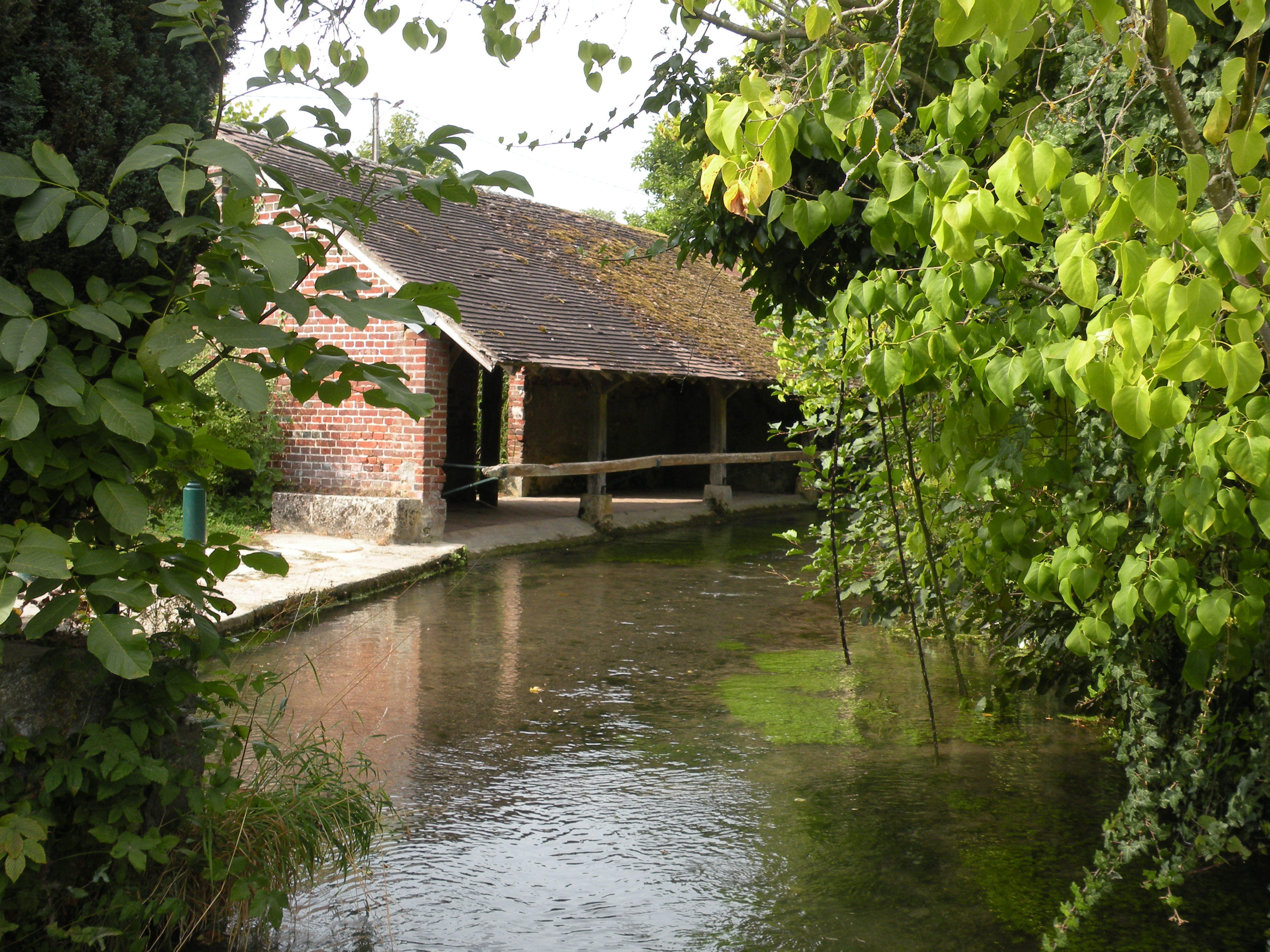
Lavoir an der Aunette